# Jeremy Hunt (ciclista)
Jeremy Hunt (Macklin, Canadá, 12 de marzo de 1974) es un ciclista británico que fue profesional de 1996 y puso fin a su carrera deportiva al acabar la temporada 2012. En 2013 se convirtió en director deportivo del nuevo conjunto Synergy Baku Cycling Project.

## Palmarés
| 1997 - Campeonato de Reino Unido en Ruta - Circuito de Guecho - 1 etapa de la Vuelta a Aragón - 1 etapa del Circuito de la Sarthe - 1 etapa del G. P. do Minho - 1 etapa del Trofeo Joaquim Agostinho - 1 etapa de la Commonwealth Bank Classic - 2 etapas del Tour del Porvenir - 1 etapa de la Vuelta a La Rioja 1998 - 1 trofeo de la Challenge Vuelta a Mallorca (Trofeo Alcudia) - 2 etapas de la Vuelta a Portugal 2000 - 1 etapa del Tour del Mediterráneo - 1 etapa del Sram Sea Otter Classic - 1 etapa del Herald Sun Tour 2001 - Campeonato de Reino Unido en Ruta - 1 etapa del Circuito Franco-Belga - 1 etapa del Tour de la Somme | 2002 - Gran Premio de Plouay - 3.º en el Campeonato de Reino Unido en Ruta 2003 - 1 etapa del Tour de Picardie - 2.º en el Campeonato de Reino Unido en Ruta 2004 - 3.º en el Campeonato de Reino Unido en Ruta 2005 - 1 etapa del Tour de Valonia 2007 - Gran Premio Ouverture la Marsellesa 2008 - 1 etapa del Tour de Langkawi 2009 - 1 etapa de la Vuelta a Dinamarca |

## Resultados en Grandes Vueltas y Campeonatos del Mundo
| Carrera         | Carrera         | 1996 | 1997 | 1998 | 1999 | 2000 | 2001 | 2002 | 2003 | 2004 | 2005 | 2006 | 2007 | 2008  | 2009  | 2010  | 2011  | 2012 |
| --------------- | --------------- | ---- | ---- | ---- | ---- | ---- | ---- | ---- | ---- | ---- | ---- | ---- | ---- | ----- | ----- | ----- | ----- | ---- |
|                 | Giro de Italia  | —    | —    | —    | —    | —    | —    | —    | —    | —    | —    | —    | —    | —     | 150.º | —     | —     | Ab.  |
|                 | Tour de Francia | —    | —    | —    | —    | —    | —    | —    | —    | —    | —    | —    | —    | —     | —     | 163.º | —     | —    |
|                 | Vuelta a España | —    | —    | —    | —    | —    | —    | Ab.  | —    | —    | —    | —    | —    | 107.º | —     | —     | —     | —    |
| Mundial en Ruta | Mundial en Ruta | Ab.  | Ab.  | —    | —    | —    | —    | —    | —    | —    | —    | —    | —    | —     | —     | Ab.   | 115.º | —    |

—: no participa
Ab.: abandono